# Vitryssland i Eurovision Song Contest 2012
Vitryssland deltog i Eurovision Song Contest 2012 i Baku i Azerbajdzjan.

## Uttagning
Landet valde sitt bidrag genom sin nationella uttagning EuroFest. Uttagningen bestod först av en semifinal som hölls den 21 december 2011 där 15 bidrag tävlade. Fem bidrag tog sig vidare till finalen som hölls nästa år den 14 februari 2012. Vinnare blev Aljona Lanskaja med låten "All My Life". Tio dagar efter hennes seger i EuroFest 2012 meddelades det att hon och hennes producenter hade fuskat till sig segern. Därmed blev tvåan Litesound vinnare istället. De hade framfört sin låt "We Are the Heroes" som blev Vitrysslands nya bidrag. Trea i tävlingen slutade Gjunesj Abasova med låten "And Morning Will Come".

## Vid Eurovision
Vitryssland deltog i den andra semifinalen den 24 maj. Där hade de startnummer 5. De lyckades dock inte ta sig vidare till finalen.